# 中央奧克拉荷馬大學
中央奧克拉荷馬大學（University of Central Oklahoma）位於美國奧克拉荷馬州愛德蒙，為州內第三大公立大學，採取學期制。學校創辦於1890年，是奧克拉荷馬州成立最早的大學，也是美國中南部地區歷史最悠久的高等學府之一。

## 外部連結
- 中央奧克拉荷馬大學 （页面存档备份，存于）

1. ↑  .   [2025-03-09] （英语）.
2. ↑   (PDF). January 1, 2015  [March 23, 2016].